# セーマンドーマン

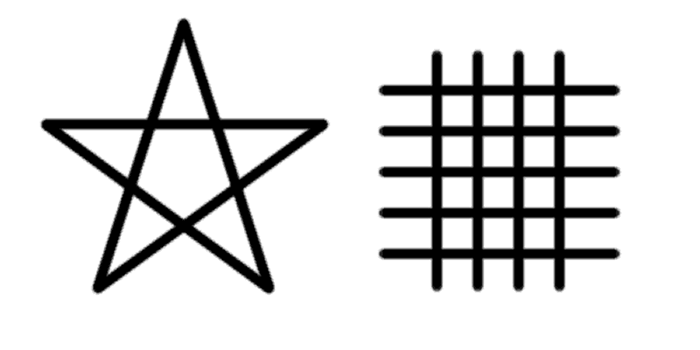
セーマンドーマン

セーマンドーマンまたはドーマンセーマンとは、三重県志摩地方（現・鳥羽市と志摩市）の海女が身につける魔除けである。

## 風習
これに関してはっきりとした謂われは伝わっていないが、魔除け、魔おどし、龍宮にひきこまれるのを防ぐためのおまじないとされている。
なお、海女達が恐れる魔の代表的なものとしてはトモカヅキ、山椒ビラシ（身体をチクチクとさす生物とされる）、尻コボシ（肛門から生き肝を引き抜く魔性といわれる）、ボーシン（船幽霊）、引モーレン（海の亡者霊）、龍宮からのおむかえ、などがある。
磯手拭や襦袢などに、星形の印（セーマン）と格子状の印（ドーマン）を貝紫色で描くまたは黒糸で記し、海での安全を祈願する。磯ノミ、磯ジャツ（上着）、磯メガネなど、海女の用具全般に記され、また、漁夫の褌にも記されることもある。
星形は一筆書きで元の位置に戻り始めも終わりもないことから魔物の入り込む余地がなく、また海女達の口伝に寄れば元の場所に戻る=「無事に戻ってこられるように」との祈りを込めたともいわれ、格子は多くの目で魔物を見張るといわれる。
ウェットスーツの普及で、この風習は急速に廃れつつあるが、スーツの上からセーマンドーマンの描かれた頭巾を付けるなど、現代も残っている。

## 起源
陰陽道と関係するのではないか、ともいわれ、星形の印は安倍晴明判紋、格子状の印は九字紋と同じ形状である。このセーマンは安倍晴明、ドーマンは蘆屋道満の名に由来するともいわれる。伊勢志摩の神島地方の海女は、この両方をあわせて「セーメー」と呼称している。
安倍晴明判紋は晴明桔梗とも呼ばれ、五芒星と同じ形をしている。九字紋は横5本縦4本の線からなる格子形（九字護身法によってできる図形）をしている。ただしドーマンの線数は必ずしも9本とは限らない。

## 登場作品
- 小説『帝都物語』の登場人物である加藤保憲が「ドーマンセーマン」を縫いこんだハンカチと手袋を劇中に使用している。
- テレビゲーム『豪血寺一族』内で使用されているBGM「レッツゴー!陰陽師」のサビ部分歌詞には「ドーマンセーマン」と繰り返す部分がある。
- 漫画『呪術廻戦』のアニメにて、1級呪霊に貼られていた呪札に描かれていた。